# Мале Чешњице
Мале Чешњице (словен. Male Češnjice) је насељено место у општини Иванчна Горица, Средњесловенска регија, Словенија.

## Историја
До територијалне реорганизације у Словенији биле су у саставу старе општине Гросупље.

## Становништво
У попису становништва из 2011. године, Мале Чешњице су имале 103 становника.
| Број становника према пописима | Број становника према пописима | Број становника према пописима |
| ------------------------------ | ------------------------------ | ------------------------------ |
| 1991                           | 2002                           | 2011                           |
| 66                             | 89                             | 103                            |